# Schwarzspecht
Der Schwarzspecht (Dryocopus martius) ist ein Vertreter der Gattung Dryocopus innerhalb der Unterfamilie der Echten Spechte (Picinae). Der in Mitteleuropa durch seine überwiegende Schwarzfärbung und die rote Scheitelfärbung unverwechselbare Vogel ist etwa krähengroß und mit Abstand der größte europäische Specht. Die Art kommt in zwei Unterarten in weiten Teilen der nördlichen und zentralen Paläarktis vor.
Der Schwarzspecht ernährt sich im Sommer in erster Linie von holzbewohnenden Ameisen, deren Nester er auch in größeren Stämmen großflächig freilegt; im Winter werden auch Ameisenhaufen ausgebeutet. Er ist ein wichtiger Höhlenlieferant für zahlreiche Tierarten, die auf größere Baumhöhlen angewiesen sind. Die Bruthöhlen werden in Mitteleuropa vor allem in älteren, dick- und hochstämmigen Rotbuchen angelegt. Auf Grund forstwirtschaftlicher Umstrukturierungen konnte der Schwarzspecht im Laufe des 20. Jahrhunderts sein Brutareal in Europa stark nach Westen und Norden hin ausdehnen. In Westeuropa hält diese Arealausweitung weiterhin an. In Mitteleuropa ist er ein weit verbreiteter und regional häufiger Brutvogel, der selbst fragmentierte und kleinflächige Wälder besiedelt.

## Beschreibung
Auf Grund seiner Größe und seines bis auf die roten Scheitelabzeichen einheitlich schwarzen Gefieders ist der Schwarzspecht nahezu unverwechselbar. Er erreicht fast die Größe einer Saatkrähe, ist aber schlanker und bedeutend langschwänziger als diese. Der Specht wirkt abgesehen vom Oberkopf einheitlich schwarz. Aus der Nähe bei gutem Licht betrachtet, sind kleine Schattierungsunterschiede feststellbar. Die Oberseite ist dunkler und glänzender, das Gefieder kann bläulich schimmern. Die Unterseite ist etwas matter, meist eine Spur heller, mit einem leichten Ton ins Dunkelgraue oder Schwarzbräunliche. Abgetragenes Gefieder ist einheitlich matt holzkohlenfarben. Oft sind die Handschwingen etwas heller und eine Spur bräunlicher als das übrige Obergefieder. Beim sitzenden Specht ist der lange, zeichnungslos schwarze, deutlich zweigeteilte Stützschwanz auffallend. Der an der Schnabelbasis breite, etwa 5–6 Zentimeter lange Schnabel ist grauweiß mit einer deutlichen dunkelgrauen Spitze. Die Iris erwachsener Spechte wirkt aus der Ferne weiß, aus der Nähe betrachtet ist sie hell cremefarben. Die Zehen sind hellgrau, die langen Krallen etwas dunkler. Wie bei den meisten vierzehigen Spechtarten ist die Zehenanordnung zygodactyl. Es weisen also zwei Zehen nach vorn und zwei nach hinten, wobei hier die nach vorne gerichtete dritte Zehe länger als die nach hinten gerichtete vierte Zehe ist.
Weibchen sind im Mittel etwas kleiner und leichter als Männchen, jedoch ist dieser Unterschied feldornithologisch nicht verwertbar. Das einzige deutliche Unterscheidungsmerkmal besteht in der Rotzeichnung des Scheitels, die beim adulten Männchen über dem Schnabelansatz beginnt und – sich verjüngend – bis fast in den Nacken reicht, während sie beim Weibchen nur das Hinterhaupt bis zum Nackenansatz bedeckt. Bei sehr guten Beobachtungsbedingungen ist zu erkennen, dass das Weibchengefieder insgesamt etwas blasser und weniger glänzend wirkt.

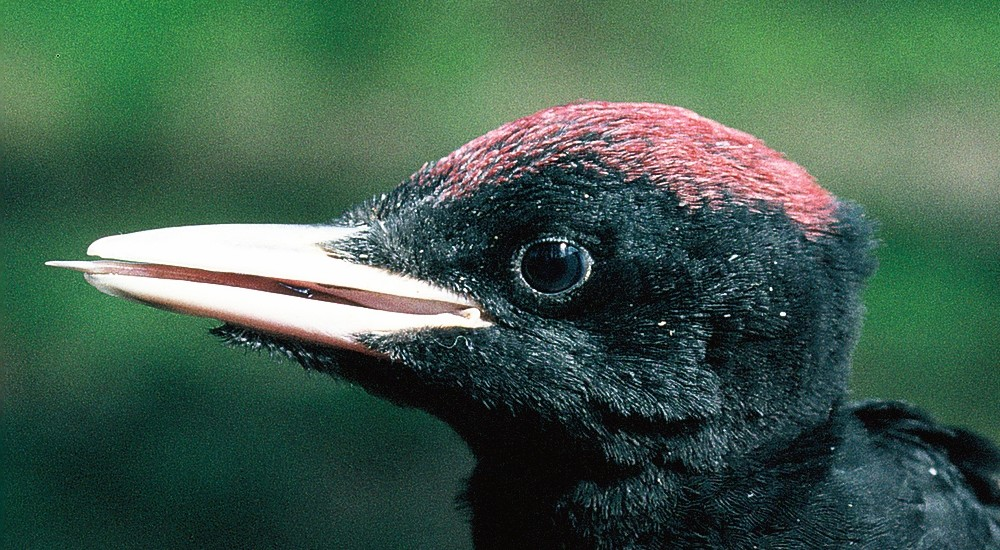
Männlicher Jungspecht

Auch juvenile Schwarzspechte sind leicht zu bestimmen. Ihr ebenfalls zeichnungslos schwarzes Federkleid ist deutlich heller, vor allem die Steuerfedern sind mehr dunkel graubraun als schwarz. Der Schnabel der Jungspechte ist elfenbeinfarben, die Iris ist schwarz. Die rote Kopfplatte weist annähernd die gleichen Dimensionen wie bei adulten auf, doch ist das Rot eher fleischfarben matt. Am Ende ihres ersten Lebensjahres sind Schwarzspechte ausgefärbt und lassen sich von älteren Spechten nicht mehr unterscheiden.

### Biometrische Daten
Schwarzspechte der Nominatform Dryocopus martius martius erreichen eine Körperlänge von bis zu 57 Zentimetern, die Spannweite beträgt etwa 70 Zentimeter. Die Unterart Dryocopus martius khamensis ist bei gleicher Körperlänge etwas langflügeliger. Das Gewicht schwankt je nach Ernährungszustand zwischen 260 und 340 Gramm, hochnordische Vögel sind im Durchschnitt etwas größer und schwerer. Sieht man von den wahrscheinlich ausgestorbenen Arten Kaiserspecht (Campephilus imperialis) und Elfenbeinspecht (Campephilus principalis) ab, ist der Schwarzspecht nach dem ostasiatischen Puderspecht (Mulleripicus pulverulentus) die zweitgrößte rezente Spechtart.

### Mauser
Die Jugendmauser setzt bald nach dem Ausfliegen ein und dauert etwa 100 Tage. In ihr werden das Kleingefieder, die Großen Armdecken und die Armschwingen samt Schirmfedern, die Steuerfedern und im unterschiedlichen Umfang die Handschwingen gewechselt. Diese Teilmauser ist meist im Oktober abgeschlossen. Die Jahresmauser ist eine Vollmauser. Sie beginnt nach dem Flüggewerden der Jungen, meist schon während deren Führungszeit und endet mit dem Wachstumsabschluss der Handschwingen zwischen Mitte September und Anfang Oktober. Die für das Abstützen wesentlichen, verlängerten zwei mittleren Steuerfedern fallen erst aus, wenn die äußeren zur Gänze nachgewachsen sind, sodass die Stützfunktion zumindest teilweise erhalten bleibt. Wie fast alle anderen Echten Spechte mausern Schwarzspechte praenuptial (vorbrutzeitlich) nicht. Schreckmauser wurde gelegentlich beobachtet.

### Stimme und Instrumentallaute
Schwarzspechte sind akustisch meist recht auffällige Vögel, obwohl, wie bei Spechten durchaus häufig, große individuelle Unterschiede in der akustischen Präsenz bestehen können. Die beiden am häufigsten zu hörenden Rufe sind der mit krrü … krrü … krrü sehr gut transkribierbare Flugruf und das langgezogene, abfallende, klagend anmutende Klieeh oder Kliööh, das meist als Standort- und Anwesenheitsruf eingesetzt wird. Beide Rufe sind weittragend und gut einen Kilometer, bei günstigen Witterungsbedingungen auch über weitere Distanzen fast während des gesamten Jahres mit Ausnahme der späten Brut- und der Fütterungszeit zu hören. Der Standortruf wird auch bei Störungen eingesetzt, bei größerer Erregung wird der Ruf in Intervallen von wenigen Sekunden gereiht. Unterbrochene, etwas heiser klingende Abwandlungen dieses Rufes, die wie klikje klingen, deuten auf eine Konfliktsituation hin. Nur während der Balz und frühen Brutzeit ist die eigentliche, sexuell motivierte Strophe zu hören, die auch der Revierabgrenzung und Revierbehauptung dient. Diese hohe, metallisch klingende Lautreihe besteht aus bis zu 20 Einzelelementen, das erste Element ist meist leicht abgesetzt. Am ehesten lässt sie sich mit kwoih…kwihkwihkwihkwi… umschreiben. Daneben verfügen beide Geschlechter über eine Reihe leiserer, zum Teil guttural klingender Laute, die in höchster sexueller Erregung zu einem leisen, miauenden Kia werden, das immer schneller gereiht wird, bis es zur Kopula kommt. Ein Ruf, der meist nur während innerartlicher Auseinandersetzungen zu hören ist, ist das eher leise Rürr, das zum Beispiel auch bei der Brutablöse zum Einsatz kommt und auf die latent bestehende Aggressivität der Brutpartner hinweist, das langgezogene Rüürrrr ist möglicherweise eine beschwichtigende Antwort.
Neben dem Balzruf und dem langgezogenen Standortruf dient das Trommeln der territorialen Positionierung, der Kontaktaufnahme sowie der Festigung der Partnerschaft. Die Trommelwirbel bestehen aus bis zu 60 Einzelschlägen, können also bei einer durchschnittlichen Frequenz von 17 Schlägen pro Sekunde über drei Sekunden dauern. Beide Geschlechter trommeln, Weibchen jedoch seltener und meist langsamer, kürzer und leiser. Im Gegensatz zu den Weibchen bevorzugen Männchen einen Haupttrommelbaum, der oft über einen Kilometer von der Nisthöhle oder Hauptschlafhöhle entfernt sein kann. Daneben ist unterschiedliches lautes Klopfen vor allem in der Balz- beziehungsweise Brutzeit häufig zu hören, das einerseits beim Höhlenzeigen eingesetzt wird, andererseits aber auch eine Übersprunghandlung in einer Konfliktstimmung darstellt, zum Beispiel nach Brutablösung oder nach der Ablösung beim Höhlenbau.
Im Video der Redaktion des Südwestrundfunks sind folgende Lautäußerungen zu hören: Flugruf des Männchens – Aggressionslaut des Männchens bei der Ablöse, danach einige Klikje Rufe; nach abklingender Erregung der Standortruf. Das Hämmern des Weibchens ist eine Übersprunghandlung.

## Verbreitung

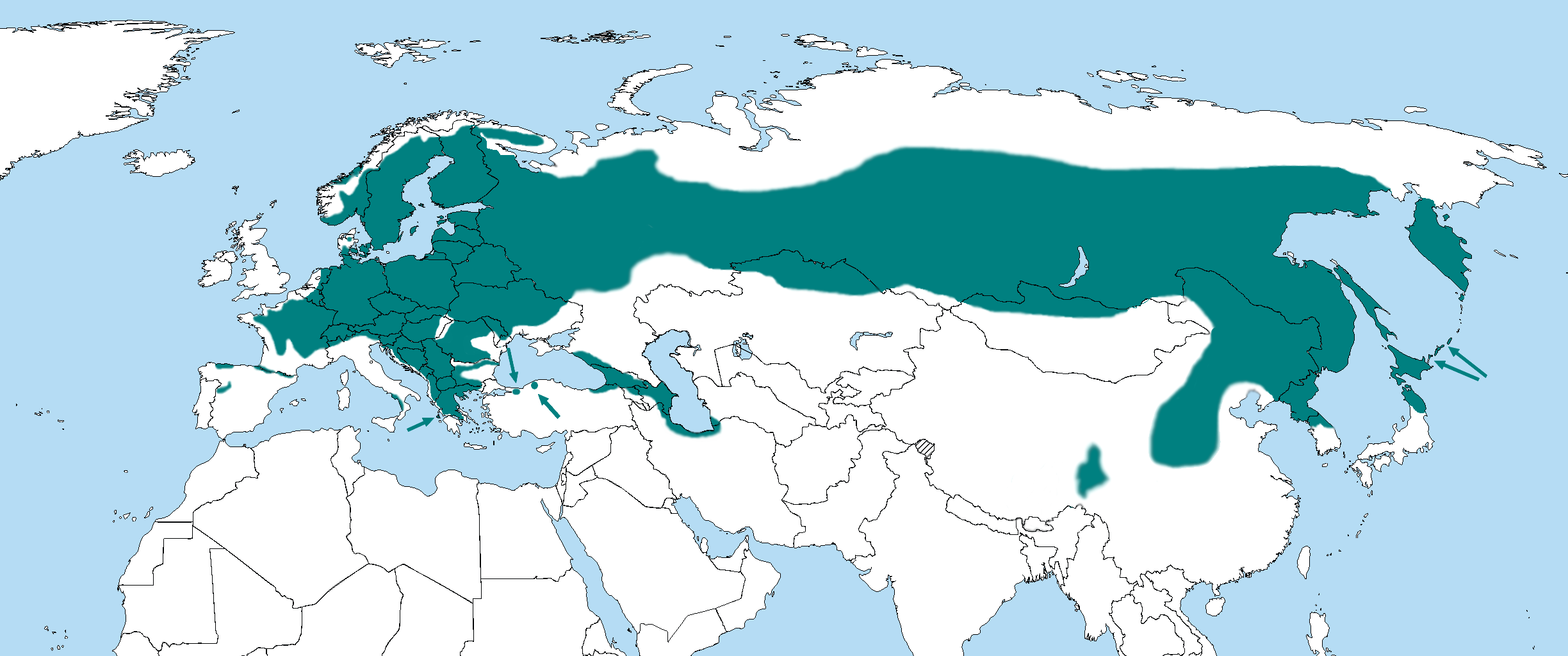
Verbreitungsgebiet des Schwarzspechts

Der Schwarzspecht ist bis auf die Britischen Inseln und Island fast über die gesamte nördliche und zentrale Paläarktis verbreitet. In Südwesteuropa beginnen seine Brutgebiete inselartig in Gebirgsregionen des nördlichen Spaniens, setzen sich über weite Teile Frankreichs, des zentralen und östlichen Mitteleuropas über den Taigagürtel bis nach Kamtschatka, Sachalin, Hokkaidō und Nordhonshu fort. In Nordeuropa sind Dänemark, weite Teile Norwegens, Schwedens und Finnlands sowie das gesamte Baltikum besiedelt. In Skandinavien erreichen die Schwarzspechtvorkommen den nördlichen Polarkreis. In Süd- und Südosteuropa ist der Schwarzspecht nur in weiten Gebieten des Balkan flächendeckend vertreten, in Italien kommt er nur in den Grenzregionen zu Österreich, der Schweiz und Slowenien, sowie in einer kleinen Verbreitungsinsel im Südwesten vor. Bis auf Kefalonia brütet diese Spechtart auf keiner anderen Mittelmeerinsel, nachdem früher bestehende kleine Populationen auf Sizilien nicht mehr bestätigt werden. Vertreten ist der Schwarzspecht jedoch auf allen größeren Ostseeinseln. In Kleinasien bestehen nur wenige Brutvorkommen im Westteil des Pontischen Gebirges. Häufiger ist der Schwarzspecht im Kaukasus, im Transkaukasus sowie in den iranischen Küstenregionen des Kaspischen Meeres. In Ostasien brütet die Nominatform südwärts bis Shanxi, vielleicht bis in nördliche Bereiche von Henan und Shaanxi und erreicht im äußersten Osten den Nordteil Südkoreas. Isoliert von diesem weitgehend geschlossenen Brutareal bestehen Vorkommen der Unterart D. m. khamensis im westlichen Kunlun, insbesondere im nordöstlichen Tibet und im nordwestlichen Sichuan.
Der Schwarzspecht brütet sowohl in Niederungswäldern als auch in Waldgebieten, die nahe der Baumgrenze liegen. In Mitteleuropa wurden die höchstgelegenen Bruthöhlen in Graubünden, im Gebiet des Munt la Schera, in über 2200 Metern Höhe festgestellt, Vögel der Nominatform brüten im Altai in über 3500 Metern Höhe und solche der Unterart D. m. khamensis wurden in weit über 4000 Metern Höhe beobachtet.

### Wanderungen
Adulte Schwarzspechte beider Geschlechter sind in ihrem gesamten Verbreitungsgebiet weitgehend ortstreu und versuchen auch in schneereichen Wintern im Brutgebiet auszuharren. Erst starke Nahrungsengpässe veranlassen sie zu meist nur kleinräumigen Wanderungen. Sie verstreichen in schneeärmere Regionen oder wechseln von höher gelegenen Gebieten in die Tallagen. Ob die nördlichsten Brutgebiete regelmäßig verlassen werden, ist unklar. Jungvögel dismigrieren meist nur kleinräumig innerhalb eines Radius von weniger als 50 Kilometern, wenn eine Revieretablierung in der Umgebung des Aufwuchsortes möglich ist. Im gegenteiligen Fall können Jungvögel durchaus über lange Distanzen von annähernd 500 Kilometern, in Ausnahmefällen bis zu 1.000 Kilometer wandern. Mitteleuropäische Spechte dismigrieren vor allem in westliche oder südöstliche Richtungen.

## Lebensraum
Der Schwarzspecht ist eine anpassungsfähige Vogelart, die imstande ist, in sehr unterschiedlichen Lebensräumen erfolgreich zu brüten. Die Optimalhabitate der Art bilden wahrscheinlich submontane bis montane Buchenwälder, in die vor allem Fichten und Tannen eingestreut sind; dort und in Eichen-Kiefern-Mischwäldern erreicht der Schwarzspecht seine höchsten Siedlungsdichten. In geringeren Dichten kommen Schwarzspechte jedoch in beinahe jedem Waldtyp vor, solange ein gewisser Nadelholzanteil vorhanden ist, möglichst freistehende, glattrindige und hochstämmige Bäume, insbesondere Buchen, die Anlage von Brut- beziehungsweise Schlafhöhlen ermöglichen, und ein ausreichendes Nahrungsangebot besteht. Wichtige Bestandteile eines guten Schwarzspechtbiotops sind weiters vermodernde Baumstümpfe, liegendes Totholz sowie von Gliederfüßern befallene Bäume. Auf Grund seines sehr großen Aktionsraumes vermag dieser Specht aber auch weitgehend gepflegte Wirtschaftswälder zu besiedeln. Oft sind die Gehölze, in denen Schwarzspechte brüten, auffallend klein und fragmentiert, obwohl große, zusammenhängende Waldgebiete zu den bevorzugteren Habitaten gehören. Bei ausreichender Duldung scheut die Art die unmittelbare Nähe menschlicher Anwesen nicht und brütet gelegentlich auch in großen Parks.
Die Baumzusammensetzung der Schwarzspechthabitate scheint nur von sekundärer Bedeutung zu sein. Ebenso ist die Altersstruktur der besiedelten Waldgebiete sehr unterschiedlich. In Norwegen und im Taigagürtel brütet die Art vor allem in Fichten- und Espenwäldern, häufig am Rande von Lichtungen oder entlang von Flussläufen. Im Baltikum ist er ein Bewohner lockerer Kiefernwälder und in Ungarn, Spanien und Frankreich besiedelt er vor allem Buchenmischwälder mit einem gewissen Anteil an Fichten. In reinen Laubwäldern kommt der Schwarzspecht erst im Zuge seiner rasanten Westausbreitung im Westen Frankreichs vor.
Die Siedlungsdichten schwanken erheblich. In Optimalhabitaten kann die Reviergröße unter 100 Hektar betragen, so wurden zum Beispiel in den naturnahen Laubwäldern des Unterspreewaldes auf einer Fläche von 13,3 km² 1,3 Reviere/100 ha gefunden. Üblicherweise sind die Reviere jedoch bedeutend größer. Durchschnittliche mitteleuropäische Schwarzspechtreviere umfassen etwa 400 Hektar, in suboptimalen Regionen sind Reviergrößen von mehr als 1000 Hektar durchaus keine Seltenheit. Gleichzeitig beflogene Bruthöhlen benachbarter Reviere sind meist mehr als einen Kilometer voneinander entfernt.

## Nahrung

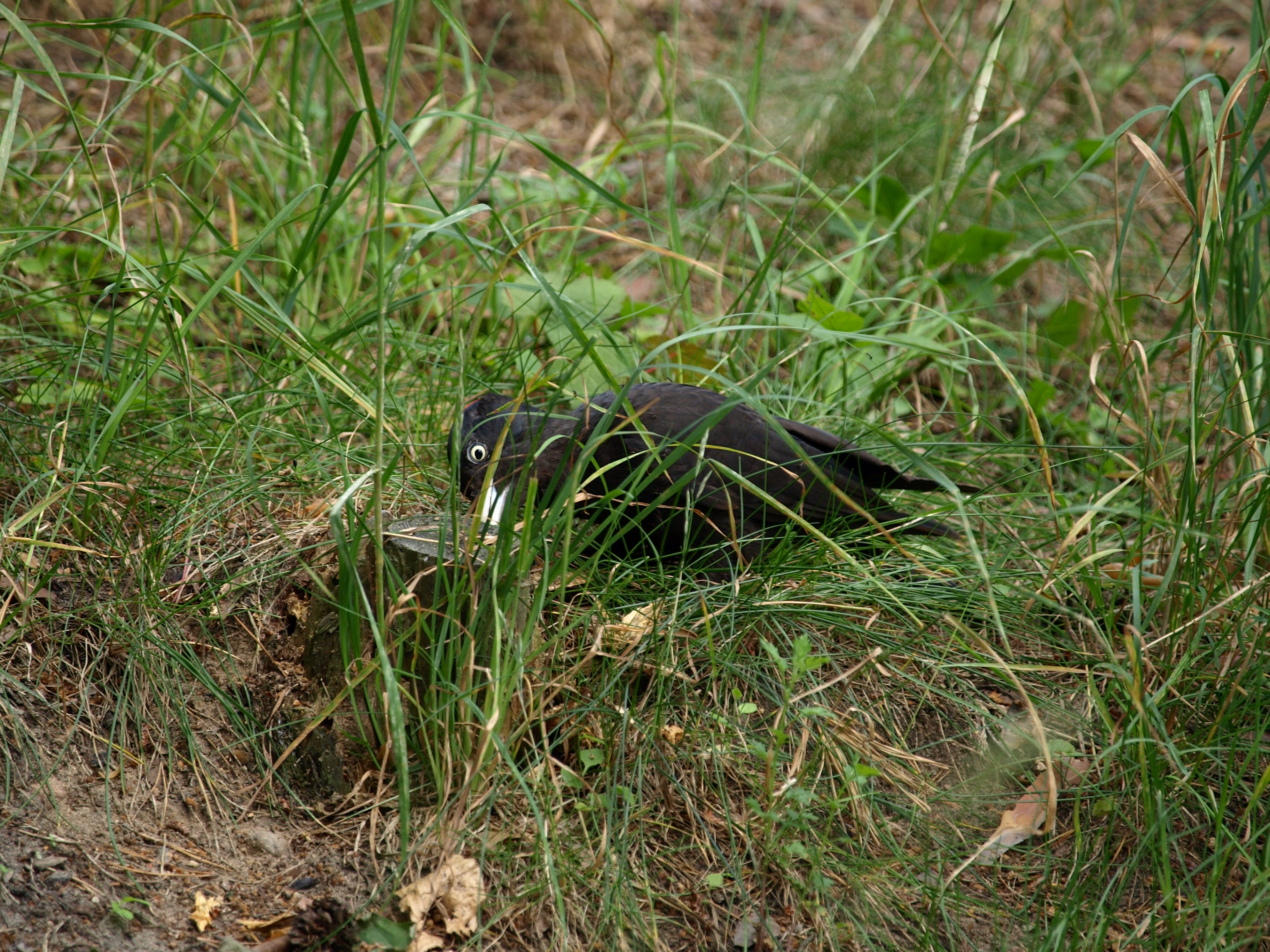
Weiblicher Schwarzspecht bei der Nahrungssuche

Schwarzspechte ernähren sich zum überwiegenden Teil von Insekten, vornehmlich von Ameisen. Der Anteil pflanzlicher Nahrung ist unbedeutend, gelegentlich werden jedoch Früchte und Beeren sowie Koniferensamen aufgenommen. Unter der Ameisenbeute überwiegen große Arten, wie Imagines, Puppen und Larven von Rossameisen (Camponotus sp.), Waldameisen (Formica sp.), Wegameisen (Lasius sp.) sowie Vertreter der Knotenameisen, insbesondere solche der Gattung Myrmica. Die Ameisenbeute kann, jahreszeitlich schwankend, über 90 Prozent der Gesamtnahrung betragen; im Sommer überwiegen holzbewohnende Arten, während im Winter vor allem Ameisenhaufen von Formica–Arten ausgebeutet werden. Auch die Nestlingsnahrung besteht zu einem sehr hohen Prozentsatz aus Ameisen, insbesondere aus Rossameisen. Wo diese Ameisen nicht vorkommen, wie etwa in Holland, werden andere Arten zur Hauptnahrung, zum Beispiel Waldameisen. Neben der Ameisennahrung bilden verschiedene holzbewohnende Käfer und deren Entwicklungsstadien, so etwa Borkenkäfer (Scolytinae) und Bockkäfer (Cerambycidae), wichtige Nahrungsbestandteile. Bei Massenauftreten können die Larven der Holzwespe (Urocerus gigas) sowie verschiedene andere Insektenarten bedeutsam werden. Nur relativ selten finden sich Reste von Zweiflüglern, Schmetterlingen, Spinnen und kleinen Schnecken in den Nahrungsanalysen. Nur ausnahmsweise scheinen Schwarzspechte Wirbeltiere wie Molche beziehungsweise Nestlinge und Eier anderer Höhlenbrüter zu verzehren. Gelegentlich suchen Schwarzspechte Ringelstellen anderer Spechte auf oder ringeln im Frühjahr selbst.

### Nahrungserwerb

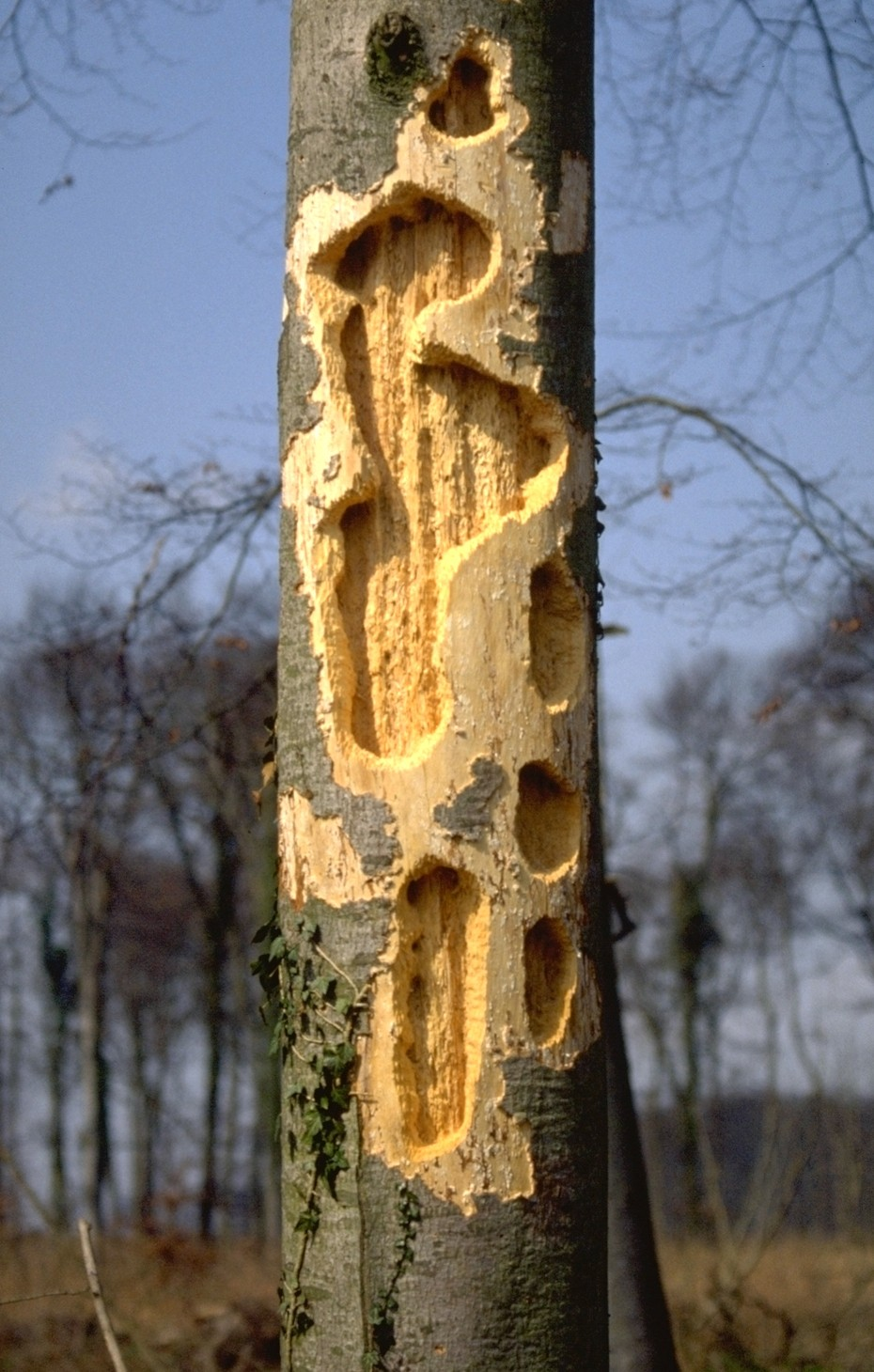
Typische großflächige, oft rechteckige Hackspuren des Schwarzspechtes

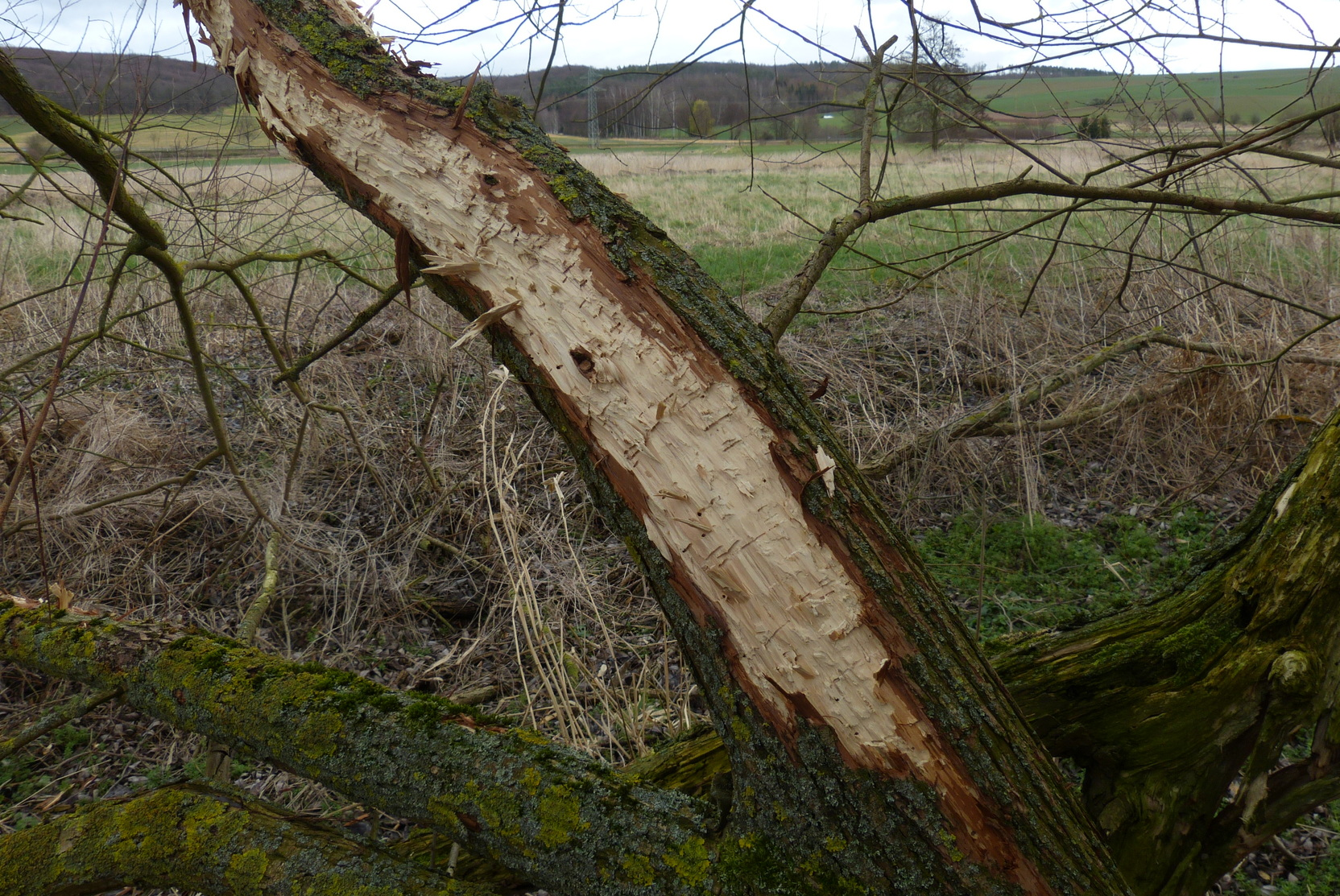
Bruch-Weide mit Schwarzspecht-Nagespuren

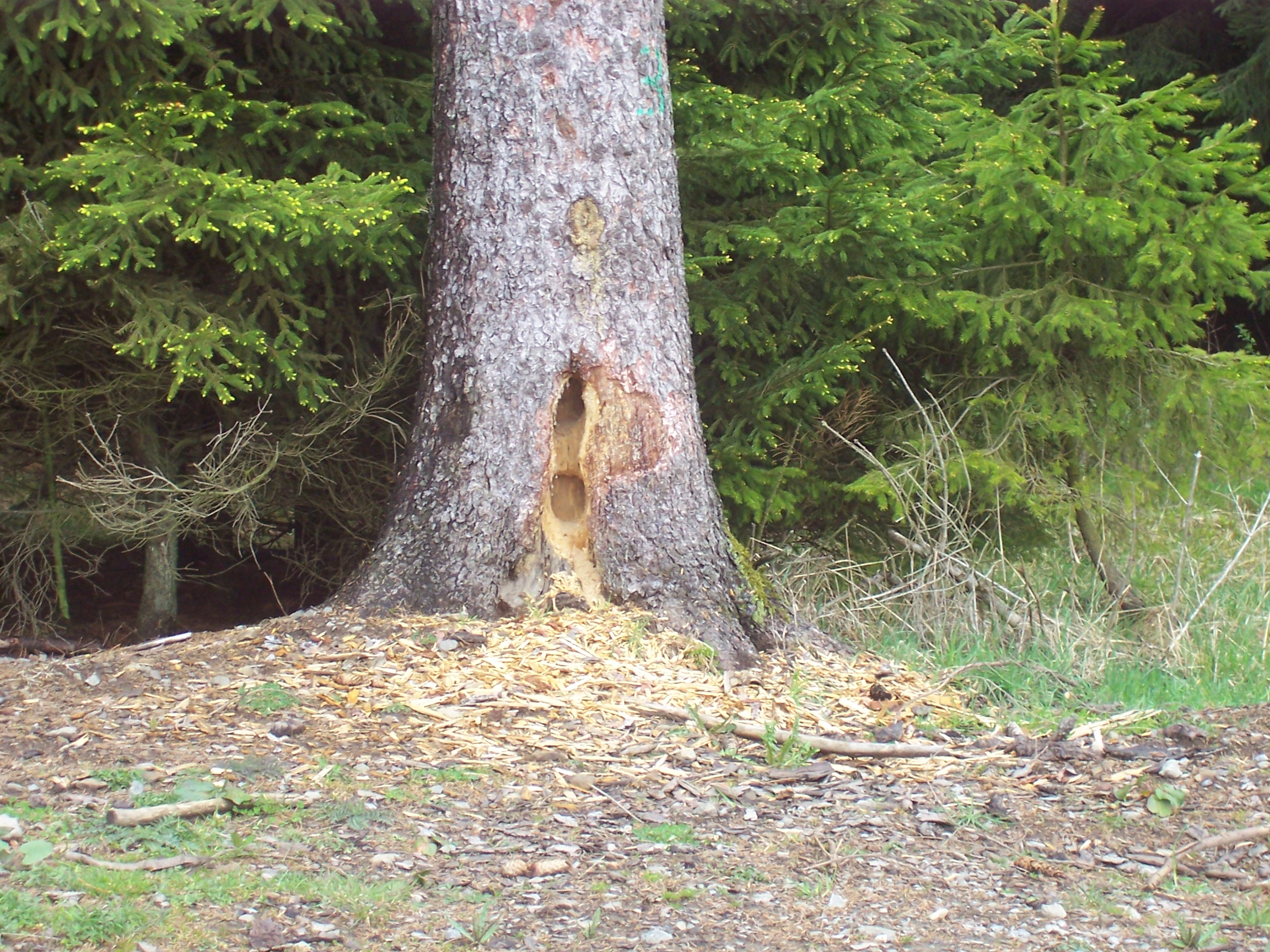
Unter den Nahrungsbäumen können sich beachtliche Mengen abgeschlagener Holzspäne finden. Hier bei einer Fichte (Picea abies).

Der Schwarzspecht lebt während des Frühjahrs, Sommers und Frühherbstes vor allem von holz- oder totholzbewohnenden Ameisenarten, deren Gänge und Nester mit wuchtigen Schlägen freigelegt werden. Typische Hackspuren der Art weisen längliche, oft rechteckige Umrisse auf und können sehr tief ins Holz vordringen. Ebenso löst der Schwarzspecht große Rindenflächen, um an darunter lebende Insekten zu gelangen, mitunter sucht er dazu Weichhölzer (Salix-Arten) an über 500 m entfernten Flüssen auf. Im Spätherbst und Winter werden vor allem die Nester von Formica-Arten (Waldameisen) aufgesucht, deren Haufen er öffnet und ausbeutet. An einem Haufen können gelegentlich mehrere Schwarzspechte, manchmal gemeinsam mit Grün- oder Grauspechten beobachtet werden. Selbst bei starkem Frost und Schneelagen bis zu einem Meter vermögen Schwarzspechte Ameisenhügel zu öffnen.

## Verhalten

### Aktivität, Bewegung und Komfortverhalten
Wie alle Spechte ist der Schwarzspecht tagaktiv. Die Aktivitätsperiode entspricht in etwa dem Sonnentag; Weibchen schlüpfen durchschnittlich etwas später in die Schlafhöhle als Männchen. Die Aktivitätsgipfel liegen in den frühen Vormittagsstunden und am späteren Nachmittag. Dazwischen liegt außerhalb der Brutsaison eine relativ lange Ruhe- und Komfortpause. In der ersten Vormittagshälfte sind Balz- und Sexualaktivitäten sowie Höhlenbau oder -ausbau am intensivsten. Schwarzspechte nächtigen meist in ausgedienten Bruthöhlen; zuweilen suchen sie bei ausgesprochenem Schlechtwetter auch tagsüber Schlafhöhlen auf. Beim Ruhen und Schlafen klammern sich die Spechte meist unterhalb des Einflugloches fest, der Kopf ist in der Ruheposition unter das Schultergefieder gesteckt.
Trotz ihres etwas schwerfällig anmutenden Flugstils sind Schwarzspechte geschickte, schnelle und ausdauernde Flieger, die nicht davor zurückschrecken, weitere Strecken über offenes Wasser zu fliegen, wie das Vorkommen der Art auf nahezu allen Ostseeinseln belegt. Der Flug ist nicht bogenförmig wie bei vielen anderen Spechten, sondern vor allem im Streckenflug weitgehend geradlinig, erst kurz vor dem Aufbaumen beschreibt die Flugkurve einen deutlichen Bogen. Besonders in engen Wendungen sind die Flügelgeräusche beträchtlich und bis zu 30 Meter hörbar. Die Schlagbewegungen sind unregelmäßig: tief durchgezogene Flügelschläge wechseln mit flacheren ab, dazwischen können kurze Gleitphasen mit ausgebreiteten oder angelegten Flügeln liegen. Trotz ihrer beträchtlichen Größe fliegen Schwarzspechte sehr gewandt und können verfolgenden Flugfeinden durch abrupte Richtungswechsel entkommen.
Am Stamm klettert der Schwarzspecht mit gegrätschten Beinen geradlinig hoch; auf Ästen bewegt er sich auf deren Oberseite. Obwohl sich Schwarzspechte häufig am Boden und in Bodennähe aufhalten, wirken sie hier etwas schwerfällig; kleinere Ortswechsel werden beidbeinig hüpfend zurückgelegt, bei weiträumigeren fliegt er auf.

### Territoriales und agonistisches Verhalten
Ähnlich wie bei vielen anderen Spechtarten sind die Grenzen von Schwarzspechtrevieren nicht klar definiert. Reviere können relativ großräumig überlappen, ohne dass es zu Auseinandersetzungen zwischen den Revierinhabern kommt. Häufig sind Schwarzspechtreviere Partnerreviere, in denen Männchen und Weibchen außerbrutzeitlich verschiedene Bereiche bevorzugen, Begegnungen aber keine wesentlichen Aggressionen auslösen, und ergiebige Nahrungsressourcen geteilt werden. Während der Balz und Brutzeit verschmelzen diese Teilreviere zu einem Kernrevier, in dem der Bereich um die Nisthöhle sowie besonders ertragreiche Nahrungsgründe und Trommelbäume gegenüber Artgenossen, zum Teil auch gegenüber anderen Spechten verteidigt werden. In diese Bereiche einfliegenden Schwarzspechten wird mit einem recht vielfältigen Repertoire an Gesten, Rufen und Drohgebärden begegnet, wobei auffällig ist, dass Weibchen aggressiver auf fremde Weibchen reagieren, Männchen jedoch intensiver revierfremde Männchen attackieren. Die Rivalenkämpfe sind sehr stark ritualisiert. Wesentlichstes Element ist das wechselseitige spiralige Stamm-Hochtreiben der Kontrahenten, das von Kopfstrecken, Kopfschwenken und Scheinfechten begleitet ist. Männchen drehen sich dabei immer so, dass die Kopfplatte dem Rivalen zugewandt ist. Reichen diese Drohgebärden nicht aus, können nach ultimativen Kjack-Rufen tatsächliche Hackkämpfe ausgetragen werden.
Gegenüber Höhlenkonkurrenten verhält sich der Schwarzspecht trotz seiner Größe und Wehrhaftigkeit erstaunlich nachgiebig. Nisthöhlen werden zwar bereits in der Vorbrutphase bewacht, bei dauernder Belästigung selbst gegenüber wesentlich kleineren Kontrahenten aufgegeben. In montanen Gebieten verliert der Schwarzspecht insbesondere an den Raufußkauz, dessen Brutbeginn bedeutend vor dem des Schwarzspechtes liegt, viele optimale Bruthöhlen. Erst in der Lege- und Brutperiode wird die Nisthöhle vehement und meist erfolgreich verteidigt.
Flugfeinden, vor allem dem Habicht, versucht sich der Schwarzspecht durch Erstarren und enges Herandrücken an den Stamm zu entziehen. Wenn sie nicht in ihrer Schlafhöhle überrascht werden, entkommen Altvögel Mardern leicht durch Auffliegen.

## Brutbiologie

### Balz und Paarbildung
Schwarzspechte werden am Ende des ersten Lebensjahres geschlechtsreif. Sie führen eine monogame Saisonehe; Wiederverpaarungen letztjähriger Brutpartner sind häufig; außerhalb der Brutzeit bleibt oft eine lose Paarbildung erhalten. Die Reviere werden meist im Spätherbst durch Trommelfolgen und kwih-Rufreihen neu definiert; die eigentliche Balz beginnt frühestens Ende Januar, meist aber erst im März. Neben den Trommelfolgen und den Balzrufen sind Höhlenzeigen und Höhlenbauen die wesentlichsten paarbildenden Elemente. Wenn beide Partner gemeinsam an einer Höhle zimmern, beziehungsweise, wenn das Weibchen in geduckter, waagrechter Haltung zur Kopulation auffordert, ist die Paarbildung abgeschlossen.

### Nisthöhlenstandort und Nisthöhlenbau

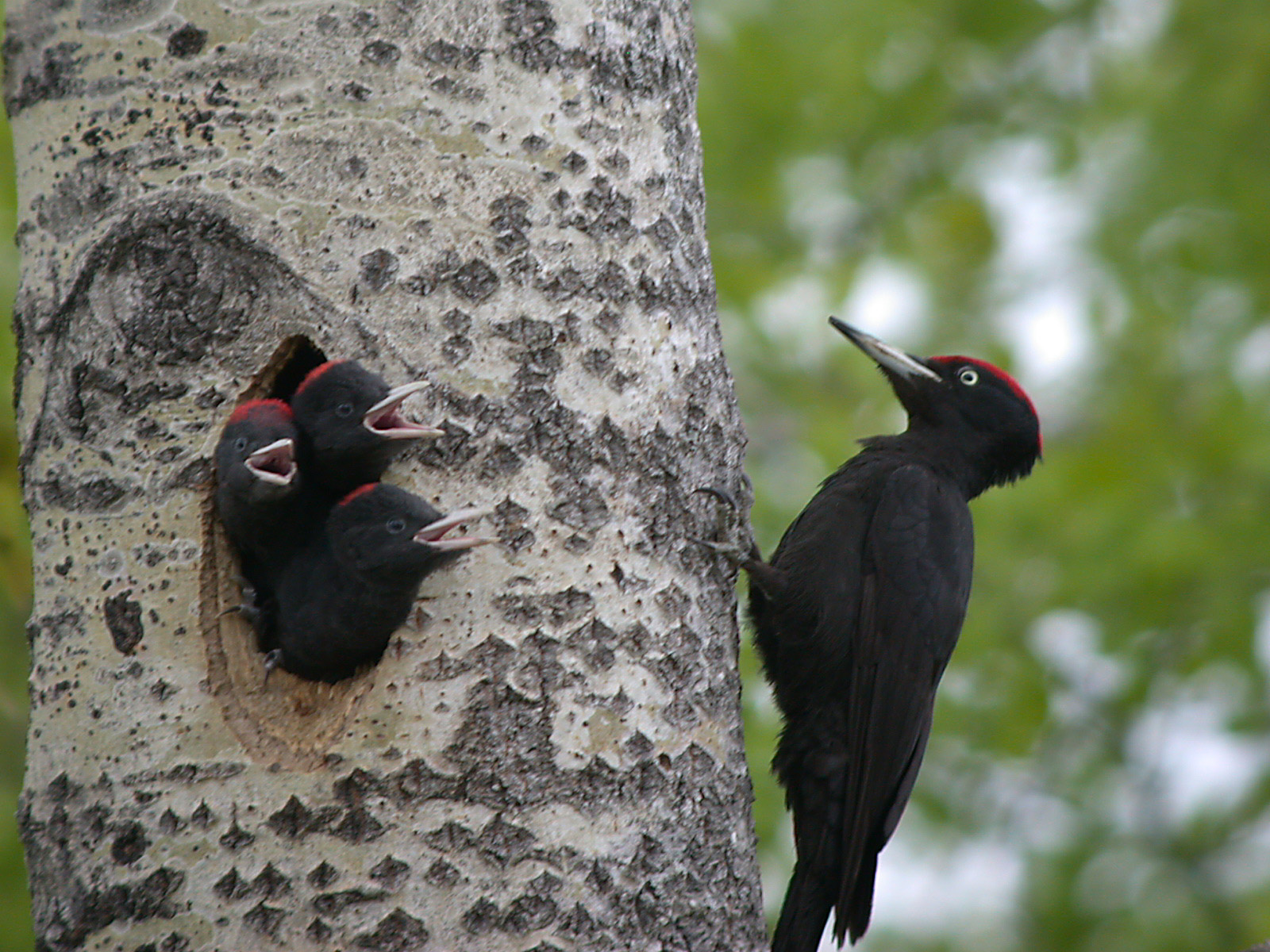
Schwarzspechtmännchen an der Nisthöhle. Von den drei sperrenden Nestlingen ist der unterste ein Weibchen – Sehr gut ist auch die abgeschrägte Regentraufe am unteren Rand des Einfluglochs zu sehen.

In Mitteleuropa werden die meisten Schwarzspechthöhlen in möglichst freistehende, zumindest so exponiert stehende Rotbuchen gezimmert, dass ein freier Anflug und eine ausreichende Rundumsicht gewährleistet ist. Hanglagen und Standorte in Gewässernähe werden auffällig bevorzugt. Neben der Buche kommen eine Reihe anderer Laub- und Nadelgehölze, wie Fichte, Kiefer, Tannen, beziehungsweise Eichen, Pappeln (in Nordeuropa vor allem Espen), Eschen und Erlen als Höhlenbäume in Frage, doch werden überall dort, wo sie zur Verfügung stehen, Buchen bevorzugt. Als Hauptgrund für die Bevorzugung dieser Baumart wird der hohe Kronenschluss, die relative Bruchsicherheit, die eine langjährige Nutzung der Höhle gewährleistet, sowie die bei dieser Baumart seltene Überwucherung des Einfluglochs genannt. Eine Untersuchung in Baden-Württemberg stellte unter 379 Nisthöhlen 185 in Rotbuchen, 113 in Tannen, 52 in Schwarzkiefern, 28 in Fichten und eine in einem Bergahorn fest. Meist werden die Höhlen in beträchtlichen Höhen zwischen 10 und 20 Metern angelegt, nur ganz selten finden sich Schwarzspechthöhlen in geringerer Höhe als fünf Metern. Neben dem Alter der Bäume ist vor allem der Stammdurchmesser im Bereich der Höhle wesentlich, der fast immer über 40 Zentimetern liegt. Die meisten Höhlen werden im März und April angelegt; neue Partner beginnen immer eine neue Nesthöhle zu zimmern, als tatsächliche Nisthöhle kann aber eine bereits vorhandene Verwendung finden. Das Einflugloch von Schwarzspechthöhlen ist etwas höher als breit, die Unterkante ist meist abgeschrägt, damit Regenwasser nach außen abfließt. Häufig nutzt das Einflugloch eine Schwächestelle im Stamm, seine mittleren Maße betragen 12,8 × 8,6 Zentimeter. Die Tiefe der Nisthöhle schwankt zwischen 30 und fast 60 Zentimeter, die lichte Weite im Inneren unterschreitet selten 25 Zentimeter. Optimale Nisthöhlen werden über viele Jahre hinweg beflogen. Solche Höhlen werden mit der Zeit meist tiefer, sodass das Einflugloch nach unten verlegt werden muss. Am Nisthöhlenbau beteiligen sich beide Geschlechter, der Innenausbau scheint eher dem Männchen vorbehalten zu sein. Für einen völligen Neubau benötigen Schwarzspechte etwa vier Wochen, häufig werden Höhlen nur begonnen und erst, wenn der Einflugbereich genügend angemorscht ist, um leichter bearbeitet werden zu können, fertig gestellt. Bei Höhlenverlust können Ersatzhöhlen in weniger als zehn Tagen angelegt werden.

### Gelege und Brut

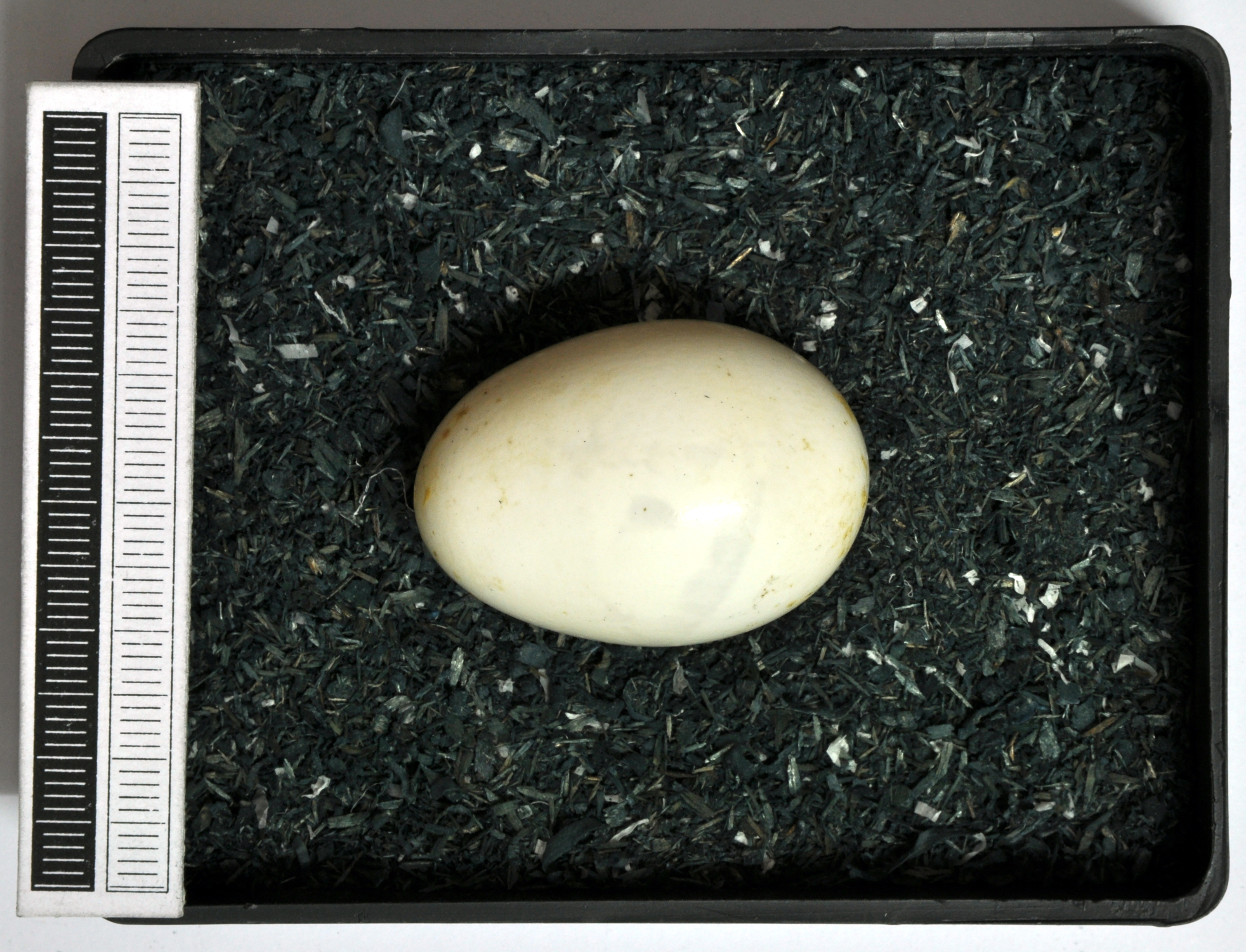
Ei (Sammlung Museum Wiesbaden)

Schwarzspechte brüten einmal im Jahr; die Hauptbrutzeit in Mitteleuropa liegt im April. Der Legebeginn kann sich durch Belästigung am Nistplatz wesentlich hinauszögern, sodass Vollgelege noch Anfang Juni gefunden werden können. Bei Gelege- oder Nistplatzverlust kommt es bis zu zwei Mal im Jahr zu (meist kleineren) Nachgelegen, sodass fütternde Altvögel gelegentlich noch im August festgestellt wurden.
Ein Vollgelege besteht aus vier (2–6) spitzovalen, glänzend porzellanweißen Eiern mit durchschnittlichen Maßen von 35 × 26 Millimetern und einem mittleren Gewicht von 13 Gramm. In Anbetracht der Größe des Spechtes sind die Eier also erstaunlich klein und leicht. Die Legeintervalle betragen einen, manchmal zwei Tage; fest gebrütet wird erst nach Ablage des letzten Eis. Die Küken schlüpfen in relativ großen zeitlichen Abständen von bis zu drei Tagen, entsprechend groß sind die Entwicklungsunterschiede der Nestlinge. Die Brutdauer beträgt durchschnittlich 13 Tage; beide Eltern brüten, nachts sitzt, wie bei fast allen Spechten, das Männchen auf den Eiern. Während der ersten acht Tage werden die Nestlinge dauernd gehudert und in relativ kurzen Intervallen mit einem Nahrungsbrei vornehmlich aus Ameisen und Ameisenlarven gefüttert. Später schlüpfen die Eltern nur mehr zur Fütterung und zur Entfernung des Kots in die Nisthöhle. Ab dem 17. Tag erscheinen die Nestlinge am Höhleneingang und werden dort mit Nahrung versorgt. Insgesamt ist die Dauer der Nestlingszeit relativ variabel und schwankt zwischen 25 und 31 Tagen. Nach dem Ausfliegen teilt sich der Familienverband meist in zwei Gruppen, die je von einem Elternteil betreut werden. Die Dauer der Führungszeit ist sehr unterschiedlich, beträgt aber mindestens vier bis fünf Wochen. Über die Interaktionen der getrennten Familienverbände während der Führungszeit liegen keine gesicherten Erkenntnisse vor. Insgesamt sind Bruterfolg und Ausfliegrate von Schwarzspechtbruten sehr hoch. Die Verlustrate in mehreren untersuchten Populationen lag unter 15 Prozent.
Nach dem Selbständigwerden dismigrieren die meisten Schwarzspechte nur kleinräumig. Weiträumige Wanderungen von Jungvögeln über mehrere 100 Kilometer sind jedoch bekannt.

## Alter und Todesursachen
Es liegen nur wenige Angaben zum möglichen Höchstalter freilebender Vögel vor. Generell können Spechte auch im Freiland ein hohes Lebensalter erreichen, doch handelt es sich bei diesen Vögeln um sehr seltene Ausnahmeerscheinungen. Ein skandinavisches Männchen wurde lebend mit etwa 14 Jahren gefunden. Ein wahrscheinlich im Geburtsjahr beringtes Weibchen wurde nach 12 Jahren tot wiedergefunden und hatte in seinem letzten Lebensjahr noch erfolgreich gebrütet. Gelege- oder Nestlingsverlust sowie frühzeitiger Tod sind häufig auf Prädation durch Habicht und Marder sowie, weniger häufig, durch Sperberweibchen, Wanderfalke und Uhu zurückzuführen. Habichte waren Urheber von 30 (von 50) untersuchten Schwarzspechtrupfungen. Viele Jungvögel verunglücken in den ersten Lebensmonaten oder gehen an Nahrungsmangel im ersten Winter zu Grunde. Auch in späteren Lebensjahren bringen vor allem sehr schneereiche Winter, die die Bauten verschiedener Ameisenarten unerreichbar machen, Schwarzspechte in kritische Situationen. Nicht selten führen Verharzung des Gefieders sowie in strengen Wintern Gefiedervereisung zum Tode. Direkte Nachstellung durch Menschen scheint keine große Rolle zu spielen.

## Nachnutzer von Schwarzspechthöhlen

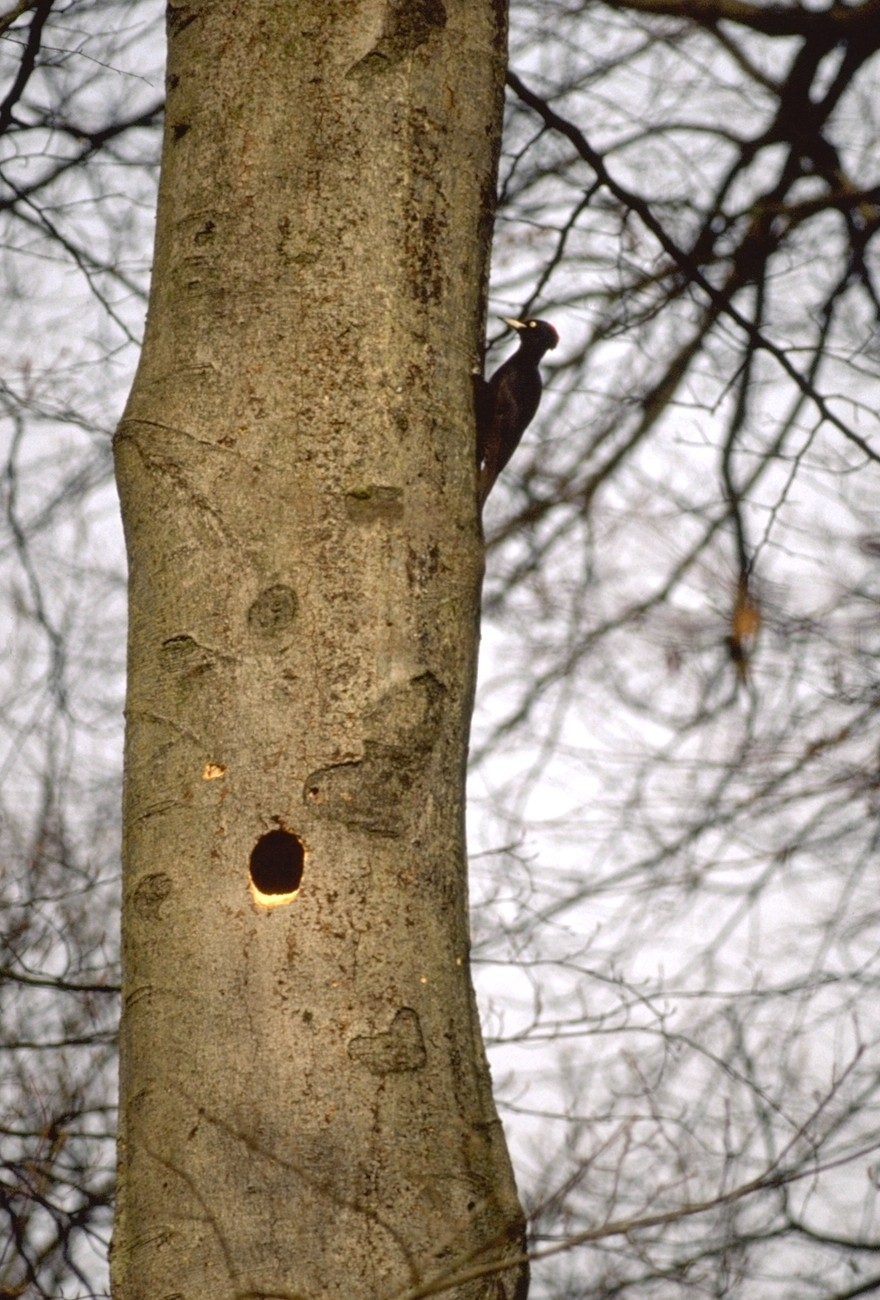
Typisches hochrundes Einflugloch einer neu gezimmerten Nisthöhle in einer Rotbuche

In Europa wurden 58 Tierarten festgestellt, die Schwarzspechthöhlen entweder als echte Nachnutzer oder als Höhlenkonkurrenten nutzen. Unter den Vögeln sind das vor allem Hohltaube, Dohle und Star, verschiedene Eulenarten sowie Gänsesäger und Schellente. Auch für Fledermäuse, unter ihnen einige äußerst gefährdete Arten, ist der Schwarzspecht ein wichtiger Höhlenlieferant. Auch andere Säugetiere wie Eichhörnchen, verschiedene Bilche sowie Baummarder verwenden Schwarzspechthöhlen als Brut- oder Schlafhöhlen. Daneben wurden Insekten wie die Hornisse, Wespen, Honigbiene und Hummeln als Bewohner von Schwarzspechthöhlen festgestellt. Als echte Höhlenkonkurrenten, denen der Schwarzspecht im Regelfall selbst bei frisch gezimmerten Höhlen weicht, treten vor allem Dohle, Marder, Raufußkauz und Waldkauz auf. Gegenüber Hohltaube, Star und kleineren Singvogelarten beziehungsweise kleineren Spechten, wie Grau- oder Grünspecht, behauptet sich meist der Schwarzspecht.
Die Bedeutung des Schwarzspechtes als Höhlenlieferant wurde während der Erstbesiedelung Bornholms eingehend studiert. 1966 gelang der erste Brutnachweis. Bis Mitte der 1980er Jahre brüteten auf der Ostseeinsel 36 Paare, zusätzlich wurden einige Nichtbrüter beobachtet. Insgesamt wurden in dieser Zeit fast 2000 Höhlen gezimmert. Während dieser 20 Jahre nahm der Dohlenbestand signifikant zu, Hohltaube und Raufußkauz wurden als neue Brutvogelarten festgestellt.

## Systematik

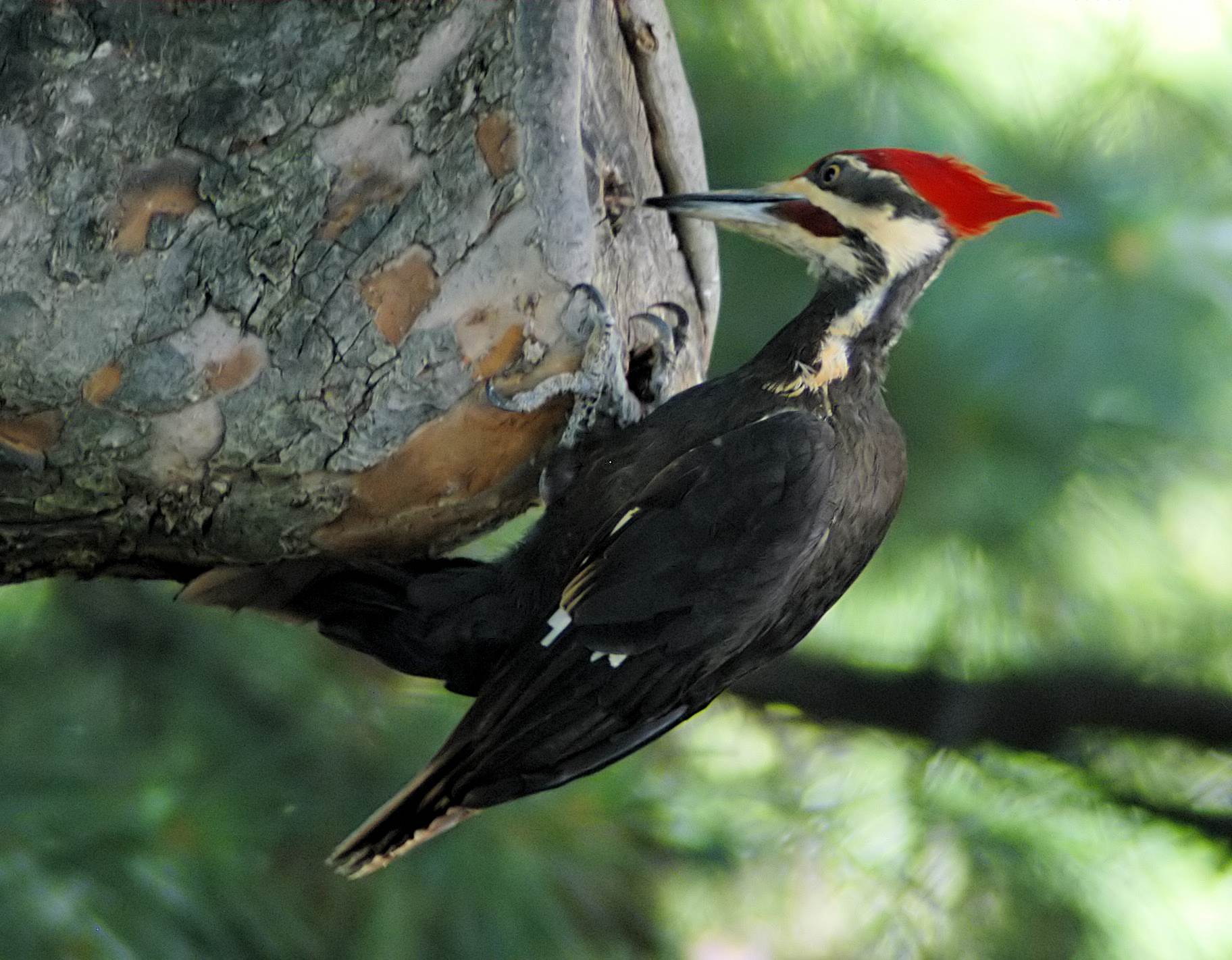
Helmspecht (Dryocopus pileatus), ein nearktischer Verwandter

Die Gattung Dryocopus umfasst nach heute geltender Ansicht sieben Arten großer bis sehr großer Hackspechte von meist schwarzer, beziehungsweise schwarz-weißer Gefiederfärbung. Bei den meisten ist das Scheitelgefieder verlängert und rot gefärbt. Drei Spechte dieser Gattung haben ihr Hauptverbreitungsgebiet in der neotropischen, zwei in der paläotropischen und je eine in der nearktischen beziehungsweise in der paläarktischen Faunenregion.
Die Nominatform Dryocopus martius martius bewohnt fast das gesamte Verbreitungsgebiet der Art. Wenig differenziert davon kommt – isoliert, und in Bestand und Verbreitung noch nicht ausreichend erforscht – die Unterart D. m. khamensis (Buturlin, 1908) im Gebiet des östlichen Kunlun Shan sowie in Bereichen des äußersten Osttibets vor.
Die gelegentlich genannten Unterarten D. m. pinetorum (Brehm, 1831) und D. m. reichenowi Kothe, 1906 mit ihrem hauptsächlich europäischen Verbreitungsgebiet werden nicht allgemein anerkannt.

## Bestandsentwicklung und Bestandstrends
Gegen Ende des 19. Jahrhunderts wurde in weiten Teilen Europas eine markante Arealausweitung dieser Art festgestellt, die wahrscheinlich mit gravierenden forstwirtschaftlichen Umstellungen, vor allem der großflächigen Umwandlung von Nieder- und Mittelwäldern in Hochwälder, sowie weiträumigen Aufforstungen mit Nadelhölzern, insbesondere mit Fichten, in Zusammenhang zu bringen ist. Diese Expansion wurde zuerst in montanen Gebieten beobachtet und setzte sich danach kontinuierlich in niedergelegeneren Landschaftsbereichen fort. Bis 1920 wurden weite Teile Norddeutschlands, Belgiens, der Niederlande und Ostösterreichs besiedelt, in den 1960er Jahren erfolgten die Besiedelung weiter Bereiche Frankreichs, wo die Art ihr Areal noch immer erweitert, sowie die Ansiedlungen in Dänemark und in der Ungarischen Tiefebene. Auch in der Schweiz expandiert der Schwarzspecht sein Brutareal seit den 1980er Jahren anhaltend. In Schweden ist der Schwarzspecht die einzige Spechtart, die unter der weiträumigen Umwandlung naturnaher Waldgebiete in Wirtschaftswälder nicht gelitten, sondern dadurch profitiert hat.
Zurzeit sind die europäischen Schwarzspechtbestände weitgehend stabil oder nehmen regional noch immer zu. Weltweite Populationseinschätzungen liegen nicht vor, doch wird von stabilen bis leicht positiven Entwicklungen ausgegangen. In Japan gilt der Schwarzspecht als bedrohte Art, was vor allem auf großräumige Abholzungen der Bestände der Kerbbuche, seinem Haupthöhlenbaum, zurückzuführen ist. In Europa geben die Schätzungen Bestandszahlen zwischen 740.000 und 1,4 Millionen Brutpaaren an, davon brüten in Deutschland etwa 34.000, in Österreich 5.000–6.000 und in der Schweiz um die 4.500.

## Kulturgeschichtliches
Der Schwarzspecht spielt in der Mythologie der Antike und des frühen Mittelalters keine unwesentliche Rolle. Er ist, wie sein wissenschaftlicher Artname martius (deutsch: dem Mars geweiht) andeutet, mit Mars, dem römischen Kriegsgott, assoziiert. Dies kann auf die Wehrhaftigkeit des Spechtes zurückzuführen sein, andererseits war Mars jedoch ursprünglich ein Fruchtbarkeits- und Waldgott, sodass das auffällige Trommeln und die weit tragenden Balzrufe des Schwarzspechtes zu dieser Zuordnung beigetragen haben könnten. Ein Specht, wahrscheinlich der Schwarzspecht, erscheint schon in der Gründungssage Roms, indem er neben der Wölfin Romulus und Remus mit Nahrung versorgt. Im antiken Griechenland war der Schwarzspecht Orakelvogel, aus dessen Rufen und Flugbahnen man Zukünftiges wahrsagte. Wahrscheinlich galt er unter bestimmten Umständen – so wie unsere heutige Schwarze Katze – als Unglücksbringer, wie eine spätere Textstelle bei Horaz belegt: „teque nec laevus vetat ire picus“ (deutsch: „kein Specht zur Linken möge deine Reise behindern“). Bei verschiedenen sibirischen Völkern galt Schwarzspechtblut als Heilmittel, die Ainu auf Hokkaido verehrten ihn als Gottheit. In Norwegen trägt er auch den Namen Gertrudsvogel, den er einem gleichnamigen Märchen verdankt, nach welchem er eine rote Haube hat, weil die Gertrud eine rote Mütze aufhatte, als sie den hungrigen Christus trotz Brot- oder Kuchensegens abwies und ansonsten schwarz ist, da sie nach ihrer Verwandlung in einen Vogel aus dem Schornstein flog.
Der Gattungsname Dryocopus wurde aus den griechischen Wörtern δρῦς (Waldbaum, Eiche) und κόπτειν (schlagen, hämmern) gebildet und lässt sich etwa mit Eichenhämmerer übersetzen.

## Sonstiges
Der Schwarzspecht war in der Schweiz Vogel des Jahres 2011. In Deutschland war er 1981 Vogel des Jahres.